# Broderick Tower Lofts
Pour les articles homonymes, voir Westin (homonymie).
Le Broderick Tower Lofts ou David Broderick Tower est un gratte-ciel de 113 mètres de hauteur (hauteur du toit) construit à Détroit de 1926 à 1928 dans un Style néo-classique inspiré de l'école de Chicago.
Le bâtiment comprend des commerces dans les deux étages de sous-sol ainsi qu'au rez de chaussée et au premier étage, des bureaux du 2e étage au 4e étages et 124 appartements dans les étages supérieurs. Il a été rénové en 2012.
La surface de plancher est de 59,107 m²
Les architectes sont Paul Kamper et Louis Kamper qui a aussi conçu à Detroit la Book Tower.
Le nom du gratte-ciel vient de David Broderick, un courtier en assurance de Deroit qui a acheté l'immeuble en 1945 et qui l'a possédé jusqu'à sa mort en 1957.
Sur l'une des faces de l'immeuble une fresque représentant une baleine à bosse a été dessinée par un artiste originaire de Detroit.